# 米奇尼山
16°6′54″S 68°21′23″W / 16.11500°S 68.35639°W
米奇尼山（Mich'ini），是玻利維亞的山峰，位於該國西部拉巴斯省的洛斯安地斯省，處於維拉柳西山和帕庫基武塔山西南面、蒂拉卡爾卡山東北面和基姆薩查塔山東南面，屬於安第斯山脈中玻利維亞瑞阿爾山脈的一部分，海拔高度約5,100米。